# نیلس اولسن
نیلس اولسن (سوئدی: Nils Olsson; ۱۰ مارس ۱۸۹۱ – ۲۱ سپتامبر ۱۹۵۱) معمار اهل سوئد بود.
از افتخارات وی میتوان به کسب مدال برنز طراحی ساختمان در بخش مسابقات هنری بازی‌های المپیک تابستانی ۱۹۴۸ اشاره کرد.